# 小傢伙 (漫畫)
《小傢伙》（Li'l Folks）是美國漫畫家查爾斯·舒茲在1947年6月22日至1950年1月22日期間於報紙上連載的漫畫，為往後《花生漫畫》的前身作品。

## 劇情
作品的角色群全採用年幼的孩子們作為主角，內容是以幼童角度來觀看世界所作出的各種趣事。
在漫畫連載時段中曾加入一位名為查理·布朗的小孩；他為後續《花生漫畫》裡的主角，而《小傢伙》也有出現著像是《花生漫畫》中史努比、謝勒德等等的前身角色。

## 刊登
此漫畫是查爾斯·舒茲在24歲期間；以史帕基（Sparky）為筆名發表的作品。漫畫前兩篇是刊載於明尼蘇達論壇報（Minneapolis Tribune）上，之後則轉在聖保羅先鋒報（St. Paul Pioneer Press）連載。
在創作了《小傢伙》約兩年的期間後，舒茲有向先鋒報反應是否能有提高酬勞的可能；而先鋒報則否決了舒茲的請求，隨後舒茲便離開了先鋒報，另前去聯合報業集團（United Feature Syndicate）發展。
舒茲在聯合報業集團時雖然得到繼續創作《小傢伙》的機會，但集團考慮到「小傢伙」（Li'l Folks）這樣的名稱剛好與當時一篇名叫《Little Folks》；以及由艾爾·卡普（Al Capp）創作的《Li'l Abner》等漫畫會有被人混淆的情況，因此要求改名。而重新命名的作品則成為往後的《花生漫畫》。